# Ian Kiernan

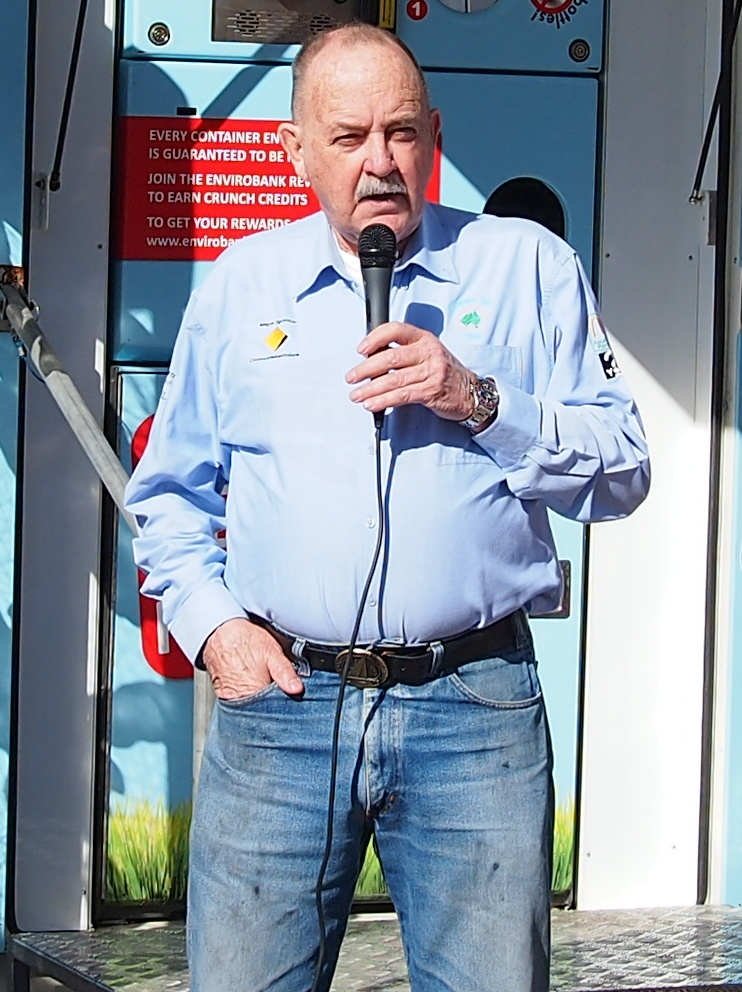
Ian Kiernan

Ian Kiernan (* 4. Oktober 1940 in Sydney; † 16. Oktober 2018 ebenda) war ein australischer Umweltaktivist. Auf seine Initiative gehen die weltweiten Müllsammel-Aktionen wie der World Cleanup Day zurück.

## Leben
Ian Kiernan war über 40 Jahre wettkampfmäßig als Segler unterwegs.  Bei seiner Solo-Weltumrundung 1986/1987 im Rahmen der BOC Challenge (156 Tage/6. Platz) fiel ihm die Vermüllung der Wasserstraßen auf. Wieder daheim in Sydney initiierte er mit Freunden eine Müllsammel-Aktion im Hafen am 8. Januar 1989, der sich 40.000 Freiwillige Helfer anschlossen. Die Aktion wurde national bekannt und wurde seither jährlich unter dem Motto Cleanup Australia wiederholt. 1991 wurde Kiernan mit dem Order of Australia ausgezeichnet.
1993 lud das Umweltprogramm der Vereinten Nationen Kiernan ein, Müllsammel-Aktionen nun weltweit zu managen unter dem Clean-Up-the-World-Label. Seither finden jährlich weltweite Müllsammel-Aktionstage statt. 1994 wurde Kiernan zum Australian of the Year gekürt.